# آنژلیک روژاس
آنژلیک روژاس (انگلیسی: Angélique Roujas؛ زادهٔ ۱۵ سپتامبر ۱۹۷۴) بازیکن فوتبال اهل فرانسه است.
وی همچنین در تیم ملی فوتبال زنان فرانسه بازی کرده‌است.